# Vallasek Márta
Vallasek Márta (szerzői névváltozatai: Vallasek Dáné Márta, Vallasekné Dáné Márta; Kolozsvár, 1950. február 6.) erdélyi magyar műfordító, Dáné Tibor lánya, Vallasek Júlia anyja.

## Életútja, munkássága
1969-ben érettségizett a kolozsvári 3. sz. Elméleti Líceumban. 1973-ban a BBTE Bölcsészeti Karának angol–magyar szakán szerzett tanári diplomát. 1973–86 között az aranyosgyéresi Elméleti Líceumban tanított, 1986–90 között az Utunk, majd a Helikon szerkesztőségében dolgozott. 1996-tól szabadfoglalkozású műfordító.
Első fordítása a kolozsvári Dacia Könyvkiadónál, a Katonáink. Román írók a függetlenségi háborúról c. antológiában (Kolozsvár,  1977) jelent meg; T. R. Malthus egy tanulmányát fordításában a Népesedésrobbanás – egyke c. kötet (Bukarest, 1982. Századunk) közölte. További fordításai: 
- Duiliu Zamfirescu: Comăneşteanu halála (Kolozsvár, 1977);
- J. Huxley A szövettenyészet királya (Bukarest, 1984);
- Ann Beattie: Várakozás (Budapest, 1985);
- Öt világrész elbeszélései (Budapest, 1985);
- Piknik a senki földjén (Bukarest, 1986) c. kötetekben.

Nagyszámú fordítását az Utunk és a Helikon közölte.

## Előszót írt a következő kötetekhez
- J. F. Cooper: Az utolsó mohikán (Kolozsvár, 1976);
- Robin Hood, Adam Hood egyetlen fia (Bukarest, 1978);
- Lancelot lovag históriája (Bukarest, 1981);
- Robin Hood, a zöld erdők fia (Bukarest, 1984);
- Sir Yven (Bukarest, 1986);
- Sir Gawain és a Zöld Lovag (Bukarest, 1986).

## Fordításában megjelent kötetek
- P. Anghel: Ottomán éjszaka (Bukarest, 1986);
- Takács Gábor: Jeruzsálem, Jeruzsálem! (angolul, Kolozsvár, 1995);
- A. Hitchcock: Friss virágok (Budapest, 1997);
- A. Hitchcock: A tigris napja (Budapest, 1997);
- K. Martin-Kuri: Jóslatok Könyve (Budapest, 1996);
- R. Carlson – B. Shield: A lélek csodája (Budapest, 1998);
- R. Carlson – B. Shield: A szellem csodája (Budapest, 1999);
- R. Carlson – B. Shield: A szív csodája (Budapest, 1998);
- Mary Westmacot: A rózsa és a tiszafa (Budapest, 1999);
- Mary Westmacot: Az óriás kenyere (Budapest, 2000);
- Balázs Ferenc: „Csillagokhoz kötöttük szekerünk” (Balázs Ferenc és felesége angol nyelvű levelezése. Fordítás Vallasek Júliával közösen. Kolozsvár, 2002).
- Angolra fordította az RMDSZ kiadásában összeállított Jussunkat követeljük c. kötetet (Kolozsvár, 1995).